# Jenő Szilágyi
Jenő Szilágyi (* 22. Oktober 1910 in Lajosmizse, Königreich Ungarn; † 24. Januar 1992 in Budapest) war ein ungarischer Langstrecken- und Hindernisläufer.
Bei den Europameisterschaften 1934 in Turin wurde er Fünfter über 10.000 Meter und Neunter über 5000 Meter. 1936 schied er bei den Olympischen Spielen in Berlin über 5000 Meter und über 3000 Meter Hindernis jeweils im Vorlauf aus. Bei den Europameisterschaften 1938 in Paris kam er über 10.000 Meter auf den vierten Platz.
Achtmal wurde er Ungarischer Meister über 5000 Meter (1932, 1934, 1941, 1942, 1944, 1948–1950), elfmal über 10.000 Meter (1932, 1934, 1938–1940, 1942–1944, 1947–1949) und zweimal über 3000 Meter Hindernis (1940, 1941).

## Persönliche Bestzeiten
- 5000 m: 14:35,8 min, 21. September 1941, Mailand
- 10.000 m: 30:09,4 min, 14. Oktober 1942, Budapest
- 3000 m Hindernis: 9:18,8 min, 21. Juli 1941, Malmö